# Päävaara naturreservat
Päävaara naturreservat är ett naturreservat i Pajala kommun i Norrbottens län.
Området är naturskyddat sedan 2020 och är 4,4 kvadratkilometer stort. Reservatet ligger söder om Pajala och består av granskogar med gamla lövträd.